# Rusksele
Rusksele ( umesamiska Ruasskuo, sydsamiska Råaskoe,), är en tätort vid Vindelälvens strand i Lycksele kommun.

## Befolkningsutveckling
| Befolkningsutvecklingen i Rusksele 1950–2020>         | Befolkningsutvecklingen i Rusksele 1950–2020> | Befolkningsutvecklingen i Rusksele 1950–2020> | Befolkningsutvecklingen i Rusksele 1950–2020> | Befolkningsutvecklingen i Rusksele 1950–2020> |
| ----------------------------------------------------- | --------------------------------------------- | --------------------------------------------- | --------------------------------------------- | --------------------------------------------- |
|                                                       |                                               |                                               |                                               |                                               |
| År                                                    |                                               |                                               | Folkmängd                                     | Areal (ha)                                    |
| 1950                                                  | 1950                                          |                                               | 307                                           |                                               |
| 1960                                                  | 1960                                          |                                               | 272                                           |                                               |
| 1965                                                  | 1965                                          |                                               | 265                                           |                                               |
| 1970                                                  | 1970                                          |                                               | 262                                           |                                               |
| 1975                                                  | 1975                                          |                                               | 252                                           |                                               |
| 1980                                                  | 1980                                          |                                               | 246                                           | 55                                            |
| 1990                                                  | 1990                                          |                                               | 249                                           | 55                                            |
| 1995                                                  | 1995                                          |                                               | 247                                           | 62                                            |
| 2000                                                  | 2000                                          |                                               | 227                                           | 59                                            |
| 2005                                                  | 2005                                          |                                               | 189                                           | 63#                                           |
| 2010                                                  | 2010                                          |                                               | 200                                           | 63                                            |
| 2015                                                  | 2015                                          |                                               | 201                                           | 70                                            |
| 2020                                                  | 2020                                          |                                               | 208                                           | 69                                            |
| Anm.: Ej tätort 2005, åter tätort 2010. # Som småort. |                                               |                                               |                                               |                                               |

## Samhället
Företagen är många och det finns även skola, förskola, restaurang, äldreboende och brandstation. Samhället har även ett rökeri och tre träindustrier.